# Metrobús Calchaquí
Metrobús Calchaquí es un ramal perteneciente a la red de Metrobús del Gran Buenos Aires, inaugurado el 4 de junio de 2019, siendo el primero ubicado en la Zona Sur del Gran Buenos Aires.

## Descripción
Posee una extensión de 8,7 kilómetros.Desde su inauguración el Metrobús ha enfrentado problemas de abandono y falta de mantenimiento. Algunas de las quejas incluyen el deterioro de las instalaciones, como la falta de cobertores en las paradas y el riesgo que esto implica para la seguridad, especialmente durante la noche. Además, se han reportado problemas de inundaciones y embotellamientos en la zona. Pocas semanas después de su inauguración ya se encontraban veredas rotas, baldosas salidas, pintura descascarada, filtraciones en los techos de las paradas y falta de luz, así como ausencia de asientos y falta de cestos de basura. 
En agosto de 2019 meses después de su inauguración se inundo luego de las lluvias por lo que los vecinos tomaron fotos de la misma. El metrobus causó inundaciones en calles aledañas y en otras zonas del municipio, ya que las obras de desagüe no fueron realizadas».También se crítico que la obra electoralista publicitada por el gobierno nacional causó daños  colaterales entre ellos las obras dañaron y taparon un desagüe de la zona Calchaquí causando que el agua inunde la Universidad Nacional Arturo Jauretche.Tres días después de inaugurado sufrió una inundación quedando una semana sin utilizarse.
El tramo de 3,2 kilómetros intermedios entre Zapiola y Triunvirato no cuentan con este sistema ya que el ancho de calzada impide instalar el tendido.
Su recorrido va desde el triángulo de Bernal hasta Zapiola sobre la avenida Los Quilmes, hasta avenida Calchaquí.
Este Metrobús posee dos carriles exclusivos para el transporte público —uno por sentido de circulación—; paradas iluminadas y señalizadas.